# Maria Antonia Fernandez
Maria Antonia Fernandez, även känd som La Caramba, född 1751, död 1787, var en spansk skådespelerska, flamencosångare och dansare. Hon är känd som La Caramba efter sitt utrop "caramba!" med vilket hon avslutade en tonadilla hon sjöng strax efter sin debut i Madrid. Hon lanserade också en kostymering med färggranna rosetter som också blev kända som Caramba. 

## Biografi
Maria Antonia Fernandez kom till Madrid från Andalusien. Hon var verksam i Cadiz och Zaragoza innan hon gjorde sin debut i huvudstaden, där hon var engagerad vid de kungliga teatrarna i Madrid, Teatro de la Cruz och Teatro del Príncipe, mellan 1776 och 1785. 
Vid sin debut på scenen i Madrid sjöng hon en så kallad tonadilla med sin partner, Miguel Garridon, och utbrast vid avslutet i kraftuttrycket caramba. Hon blev därefter känd som La Caramba, medan Garridon blev känd som Carambon. 
År 1781 gifte hon sig och avslutade sin karriär, men några veckor senare avslutades äktenskapet och hon återvände till scenen. Vid hennes återkomst skrev Pablo Esteve en berömd tonadilla åt henne som fokuserade på "La Carambas" återkomst från de döda och återförening med "Carambon" på scenen. Hon och Garrido blev föremål för många tonadillas av Estevo med motivet Caramba och Carambon. Fernandez var känd för sin passionerade sång och dans och föremål för många skandaler. 
År 1785 avslutade hon sin karriär och ägnade sin återstående tid åt botgöring för sina synder. 

## Eftermäle
En av kratrarna på Venus, M. A. Fernandez, är uppkallad efter henne. 